# Rejon Bankja
Rejon Bankja (bułg.: Район Банкя) – rejon w obwodzie miejskim Sofii, w Bułgarii. Populacja wynosi 9800 mieszkańców.